# Fryderyk August Wirtemberski-Neuenstadt
Fryderyk August Wirtemberski (ur. 12 marca 1653 w Neuenstadt am Kocher – zm. 6 sierpnia 1716 w Gochsheim) – książę Wirtembergii–Neuenstadt.
Syn księcia Fryderyka II i Klary Augusty von Brunswick-Lüneburg.
W 1674 roku brał udział w wojnie holenderskiej jako rotmistrz w regimencie książąt Braunschweig-Lüneburg. W trakcie bitwy pod Konzer Brücke zginęły trzy konie, które dosiadał. Książę Fryderyk postanowił wycofać młodego następcę w działań wojennych.
9 lutego 1679 roku ożenił się z hrabiną Albertyną Zofią, która była córką ostatniego hrabiego Eberstein. Po ślubie książę Fryderyk August przejął te tereny i włączył je do księstwa. Odrestaurował zamek Gochsheim w którym wraz z żoną mieszkał.
W maju 1682 roku umarł książę Fryderyk II i Fryderyk August przejął władzę. W 1689 roku Francuzi przekroczyli rzekę Ren, rozpoczęła się wojna dziewięcioletnia. Fryderyk przebywał w czasie wojny na zamku w Neuenstadt, zamek w Gochsheim został opanowany przez wojska francuskie.
Fryderyk i Albertyna mieli 14 dzieci:
- Fryderyk Kazimierz (1680)
- Ludwik Fryderyk  (1681)
- córka (1683)
- Fryderyk Samuel (1684)
- córka (1685)
- August Fryderyk (1687)
- Karol (1688 - 1689)
- Adam (1690)
- Augusta Zofia (1691 - 1743)
- Eleonora Wilhelmina (1694 - 1751)
- córka (1695)
- syn (1697)
- Fryderyka (1699 - 1781)
- Fryderyk  (1701)

W 1716 roku Fryderyk August zmarł nie pozostawiając żadnego męskiego potomka. Tytuł przejął jego młodszy brat Karol Wirtemberski-Neuenstadt.